# Дитрих Букстехуде
Дитрих Букстехуде (дан. Diderik Hansen Buxtehude; Хелсингборг, 1637 — Либек, 9. мај 1707) је био немачко-дански оргуљаш, лаутиста и веома цењени композитор барокне музике. Његова дела се убрајају у стандардни репертоар оргуљаша. Утицала су на музички развој многих композитора, од Баха до Малера.
Дидрик Букстехуде је рођен 1637. као син оргуљаша Јохана Букстехудеа, вероватно у Хелсинборгу. Породица је од 1641. живела у Хелсингеру, где је Јохан добио посао оргуљаша у цркви. Ту је Дидрик похађао латинску школу.
Почео је каријеру оргуљаша у Богородичној цркви у Хелсингборгу 1657, у периоду 1660-1668. свирао је у Хелсингеру, а од 1668. у Богородичној цркви у Либеку. У Немачкој је променио име у Дитрих. У цркви у којој је музицирао започео је традицију музичких вечери (од 1673) и постао славан. Ту су га посетили Георг Фридрих Хендл и Георг Матесон, пошто су били заинтересовани да га наследе на месту оргуљаша.
Позната је анегдота из 1705. када је млади Ј. С. Бах препешачио више од 400 километара од Арнштата у Тирингији, да би у Либеку чуо Букстехудеа, и од њега добио музичку подуку. Баха је толико импресионирао стари музичар да је ту остао 3 месеца.

## Биографија

### Младост у Данској
Верује се да му је родно име Дидерих Букстехуде. Стручњаци се разилазе око године и места његова рођења, иако већина сада прихвата да је рођен 1637. године у Хелсингборгу, у најјужнијој регији данашње Шведске Сканије, која је тада припадала Данској. У његовој смртовници стоји како је он „као родну земљу признавао Данску, одакле је дошао у наше подручје; живио је око 70 године“. Но други тврде да је рођен у Бад Олдеску у Војводству Холштајн, у данашњој Немачкој, која је у то доба била део Данске краљевине. Касније у животу је германизирао име и почео потписивати документе као Дитрих Букстехуде.

### Либек
Био је оргуљаш, прво у Хелсингборгу од 1657. до 1658, затим у Елсинору од 1660. до 1668, те на крају у цркви Св. Марије у Либеку од 1668. Његова служба у слободном царском граду Либеку пружила му је знатну слободу у музичкој каријери и његова аутономија била је узором каријерама мајсторима каснијег барока као што су Георг Фридрих Хендл, Јохан Матесон, Георг Филип Телеман и Јохан Себастијан Бах. 1673. године организовао је серијал вечерњих музичких концерата познатих као Абендмузик, које су привлачиле музичаре из удаљених крајева, а остали су у традицији цркве до 1810. 1703. године Хендл и Матесон заједно долазе упознати Букстехуде који је тада већ био стар и спремао се за мировину. Понудио им је своје место оргуљаша под условом да онај ко прихвати ожени његову најстарију кћи Ану Маргарету. Обојица су понуду одбили и отишли дан након доласка. 1705. године, Ј. С. Бах, тада младић од 20 година препешачио је више од 400 километара од Арнштата до Либека и тамо остао готово три месеца како би чуо Абендмузик, упознао знаменитог оргуљаша, чуо га како свира, и како је Бах објаснио: „како би схватио пар ствари о његовом умијећу“.

### Утицај и оставштина
Иако је сачувано преко 100 Букстехудеових вокалних складби, врло мало их се спомиње у важнијим немачким збиркама рукописа из тог периода. До раног 20. века, Букстехудеа се сматрало првенствено складатељем за клавијатуре.

## Дела
Вокална музика:
- преко 100 кантата и духовних концерата
- Пасија
- Миса бревис (BuxWV 114)
- неколико ораторијума (већином нису сачувани)

Дела за оргуље:
- око 40 токата, фуга и прелида
- око 50 корала

Дела за чембало:
- око 20 свита
- 6 варијација
- трио сонате